# Элитовский сельсовет
Элитовский сельсовет — сельское поселение в Емельяновском районе Красноярского края.
Административный центр — посёлок Элита.

## Население
| 2010 | 2012  | 2013  | 2014  | 2015  | 2016  | 2017  |
| ---- | ----- | ----- | ----- | ----- | ----- | ----- |
| 5385 | ↗5505 | ↗5692 | ↗5960 | ↗6102 | ↗6245 | ↗6462 |

## Состав сельского поселения
В состав сельского поселения входят 4 населённых пункта:
| № | Населённый пункт | Тип населённого пункта          | Население |
| - | ---------------- | ------------------------------- | --------- |
| 1 | Арейское         | село                            | 2117      |
| 2 | Бугачево         | деревня                         | 455       |
| 3 | Минино           | деревня                         | 1067      |
| 4 | Элита            | посёлок, административный центр | 1746      |

## Местное самоуправление
Элитовский сельский Совет депутатов
Дата избраниясентябрь 2015 Срок полномочий: 5 лет
Глава муниципального образования
- Звягин Валерий Валентинович. Дата избрания: август 2015 года. Срок полномочий: 5 лет